# Monastère de Makrinítissa
Le monastère de Makrinítissa (grec moderne : Μονή Μακρινιντίσσης) est un ancien monastère grec orthodoxe masculin situé à Makrinítsa, près de Vólos, en Thessalie, en Grèce centrale.

## Historique
Le monastère est fondé par le magnat de Thessalie, Constantin Maliassènos (en), originaire de Démétrias, quelque temps avant 1215 sur le mont Dróngos, dans le district de Dryanoúbaina, et dédié à la Théotokos « de la Visitation Rapide » (grec ancien : τῆς Ὀξείας Ὲπισκέψεως). Le monastère étant enregistré comme possédant le métochion d'Hilarion à Almyrós, accordé par un certain « Conte », identifié par certains chercheurs à Guillaume de Champlitte, prince d'Achaïe de 1205 à 1209, la fondation du monastère se situe généralement pendant cette période, mais le « Conte » pourrait également être identifié au comte Berthold II de Katzenelnbogen, seigneur de Velestíno.
Le monastère est d'abord attesté dans un document émis par Arsène, évêque de Démétrias, en 1215, confirmant son statut de stauropégique (directement rattaché au patriarcat de Constantinople),. Néanmoins, une charte de date ultérieure précise que les successeurs d'Arsène n'ont pas cessé de tenter de subordonner le monastère à leur siège, obligeant, ainsi, les patriarches successifs à émettre des déclarations afin de défendre le statut du monastère : Germain II de 1233 à 1240, Manuel II de 1243 à 1254, et enfin Arsène Autorianos en 1256, à la suite d'une demande de Nicolas Maliassènos (en), fils du fondateur du monastère,.
Constantin Maliassènos et son fils deviennent tous deux moines, sous le nom monastique de Constance et Joasaph respectivement, au monastère plus tard dans leur vie, et y meurent et y sont enterrés. Selon un document publié par l'empereur Michel VIII Paléologue en 1274, le monastère, ainsi que le couvent féminin voisin de Néa Pétra (fondé par Nicolas et son épouse Anne, nièce de Michel VIII, en 1271/72) à Portariá, doivent être légués au fils de Nicolas, Jean Maliassènos Paléologue, après la mort de ses parents,. Jean aurait entrepris une reconstruction à grande échelle du monastère, où il vit lui-même comme moine, sous le nom monastique de Nil, étant donné que dans son inscription funéraire il est mentionné comme le « second fondateur » du monastère.

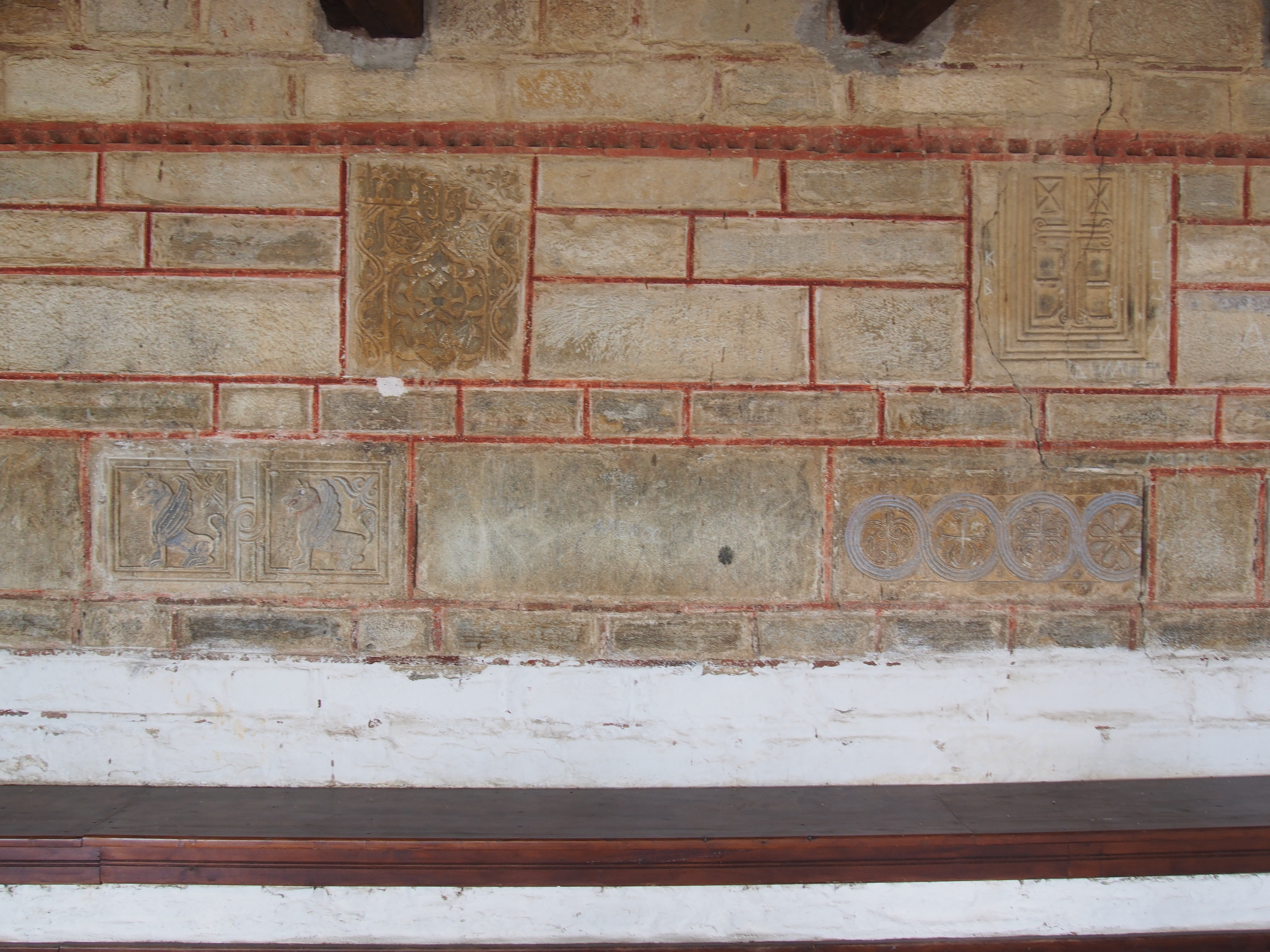
Spolia incorporés dans l'actuelle église de la Dormition à Makrinítsa.

Après son apogée au XIIIe siècle, les sources historiques demeurent totalement muettes sur le monastère au cours des XIVe et XVIIe siècles. Peu après 1700, le monastère, comprenant peut-être l'église principale (katholikón), subit des dommages considérables en raison de glissements de terrain. En 1743, la chapelle à deux étages de Saint-Nicolas et de tous les Saints située au sud-ouest du katholikón est reconstruite.
La maçonnerie du katholikón en ruine et une partie de sa décoration – notamment un relief de l'Oxéia Epískepsis de la Théotokos – sont réutilisées dans l'église de la Dormition de la Théotokos, érigée en 1767 à sa place,,. Des fragments des tombes des Maliassènos sont éparpillés dans les autres églises de la région.

## Possessions
Le monastère accumule des biens considérables, qui doivent être confirmés à plusieurs reprises par une série d'actes,. Ainsi, le monastère d'Hilarion à Almyrós est accordé au monastère en tant que métochion, mais il est ensuite révoqué par les souverains latins de Thessalie, avant d'être restitué au monastère de Makrinítissa par Michel II d'Épire. Il est de nouveau confirmé en tant que possession de Makrinítissa par Arsène Autorianos, même si ce dernier reconnaît également les droits canoniques de l'évêque de Velestíno sur celui-ci. Il semble que les Maliassènos se soient brouillés avec les souverains d'Épire, car le monastère d'Hilarion est de nouveau retiré des possessions de Makrinítissa, et n'est restitué que par le frère de Michel VIII, Jean Paléologue, lorsque celui-ci capture la Thessalie en 1260, jusqu'alors contrôlée par l'Épire.